# Schizostachyum brachycladum
Schizostachyum brachycladum är en gräsart som först beskrevs av Wilhelm Sulpiz Kurz, och fick sitt nu gällande namn av Wilhelm Sulpiz Kurz. Schizostachyum brachycladum ingår i släktet Schizostachyum och familjen gräs. Inga underarter finns listade i Catalogue of Life.